# Toyota Dyna
Der Toyota Dyna ist eine Lastkraftwagen-Reihe, die von Toyota seit 1959 gebaut wird. Die in Europa als Dyna 100 angebotene leichtere Version wird in Japan als ToyoAce verkauft. Erhältlich sind die Modelle als Pritschenwagen mit Einzel- oder Doppelkabine, Fahrgestell für Aufbauten, Kastenwagen und als Minibus. Wahlweise ist Allradantrieb erhältlich. In Europa gibt es den Dyna nur als Pritschenwagen und Fahrgestell für Aufbauten. Nachdem sich Daihatsu 1967 mit Toyota zusammengeschlossen hatte, wurde von 1970 bis 2003 der jeweilige Dyna auch als Daihatsu Delta verkauft. Seit 1999 gibt es ihn auch als Hino Dutro. Hino gehört zur Toyota-Gruppe.

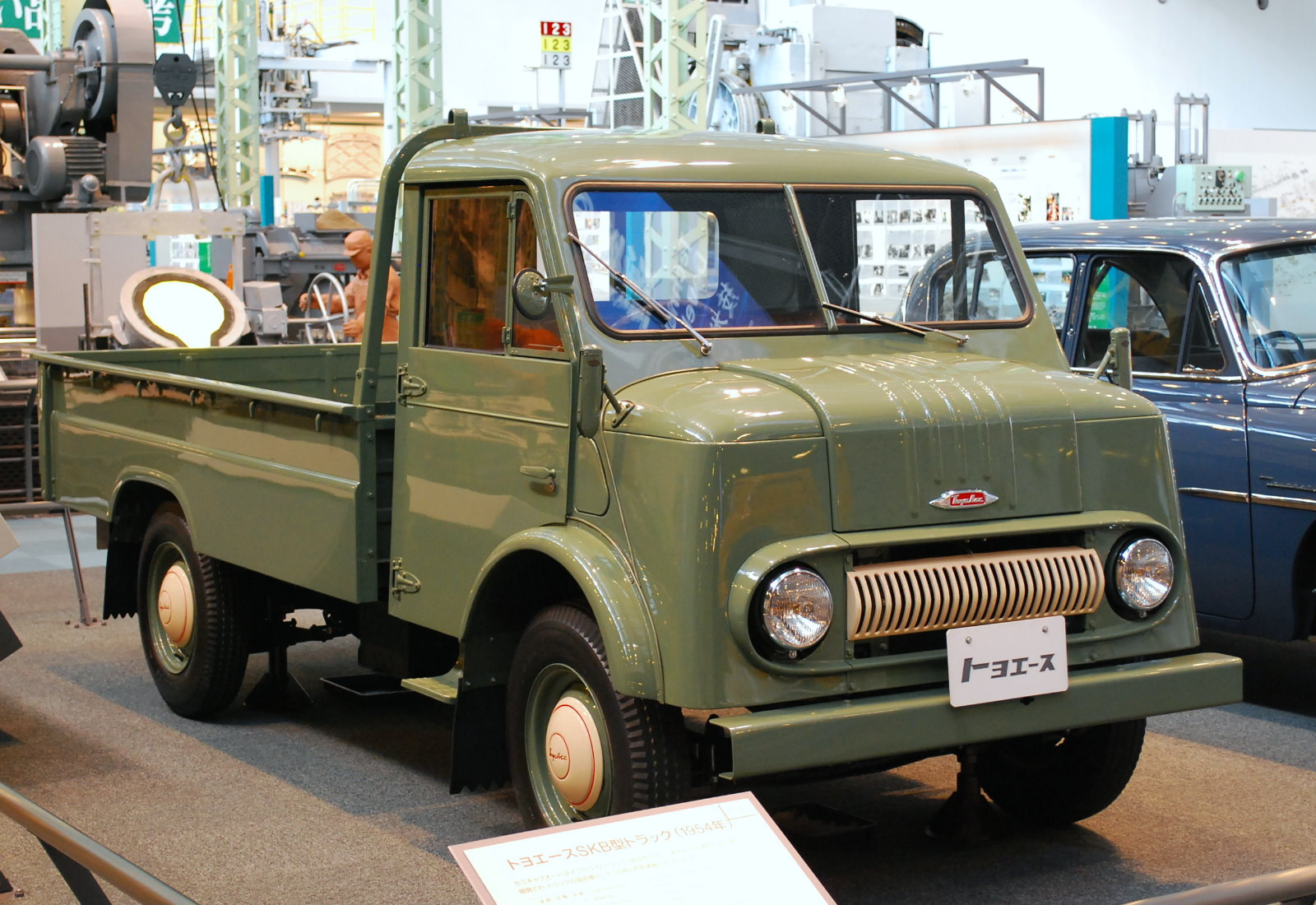
Toyopet Route Truck

## Toyota Toyopet Route Truck 1956–1959/ Dyna K70 1959–1963
Der Toyopet Route Truck wurde von den Kanto Auto Works gebaut. Das Fahrgestell teilte er sich mit dem Toyopet RK 23 Pickup, der später in Toyota Stout umbenannt wurde. Im April 1959 wurde der Toyopet Route Truck in Toyota Dyna umbenannt, ohne dass es größere Änderungen gab.

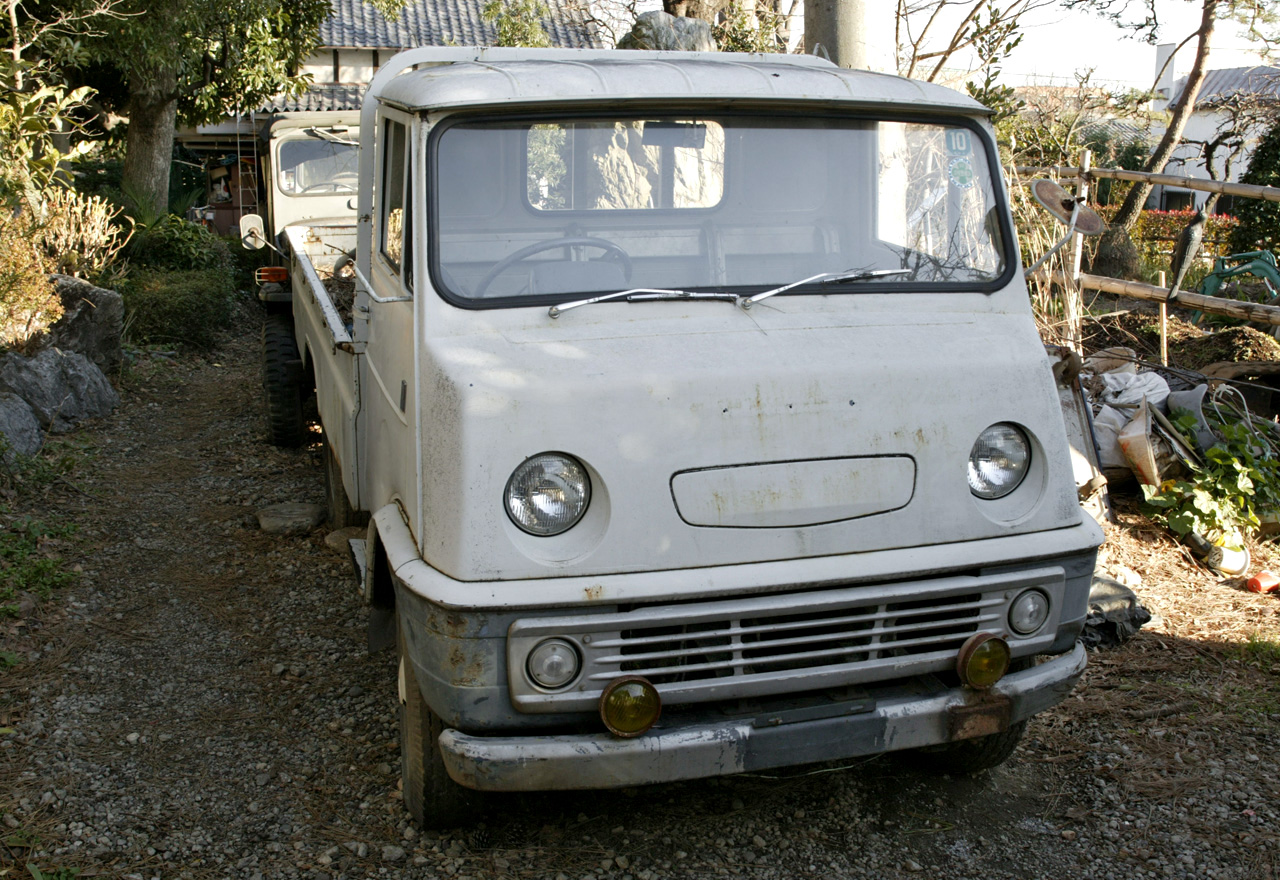
Dyna K170

## K170-Serie 1963–1968
1963 wurde der ursprüngliche Kurzschnauzer-Dyna durch das neue Modell K170 mit schlankerer Konstruktion ersetzt.
1967 erschien auf der Basis des K170 der erste Toyota Hiace.

## U10-Serie/ Daihatsu Delta 1969–1977
Im Februar kam der Dyna U10 auf den Markt, die Nutzmasse variierte abhängig vom Aufbau zwischen 1 und 3 t. Von den beiden längsblattgefederten Starrachsen hatte die vordere Teleskopstoßdämpfer. Das Fahrzeug war zunächst mit einem 2,0-l-Ottomotor mit 95 SAE-PS oder alternativ mit einem 2,5-l-Dieselmotor mit 75 SAE-PS ausgerüstet.
1970 folgte der Daihatsu Delta. In dieser Serie wurden entweder ein 2,0-l-Ottomotor, Typ Toyota 5R mit 78 kW Leistung, ein 3,0-l-Dieselmotor, Typ Toyota B, mit 59 kW Leistung oder ein 3,6-l-Dieselmotor Typ Toyota H mit 66 kW Leistung eingebaut. Die beiden kleineren Motoren (5R und B) hatten vier Zylinder, der Toyota H sechs. Alle waren Reihenmotoren.

### Toyota ToyoAce Y10-Serie
Die kleineren Toyota ToyoAce mit 1 bis 1,5 t Nutzlast wurde 1971 vorgestellt. In Europa werden die späteren Versionen dieses Modells Dyna 100 genannt.

### Toyota Massy Dyna

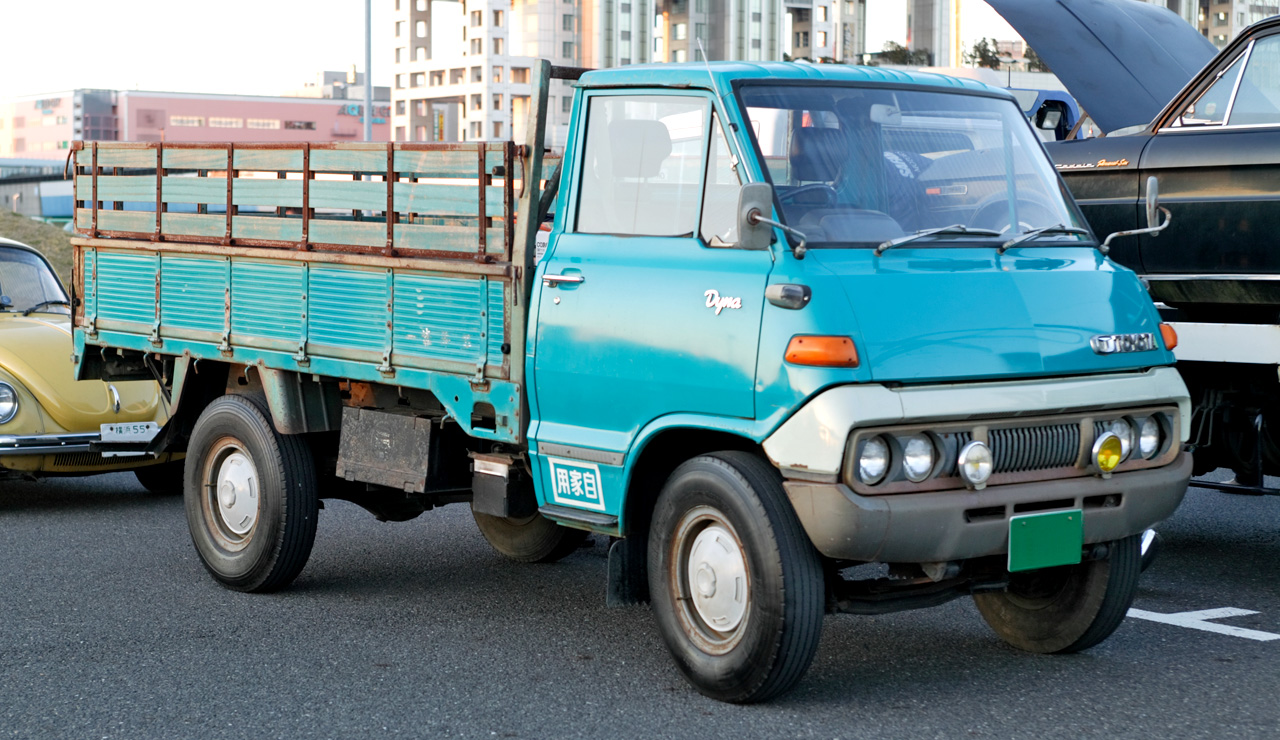
Dyna, U10-Serie
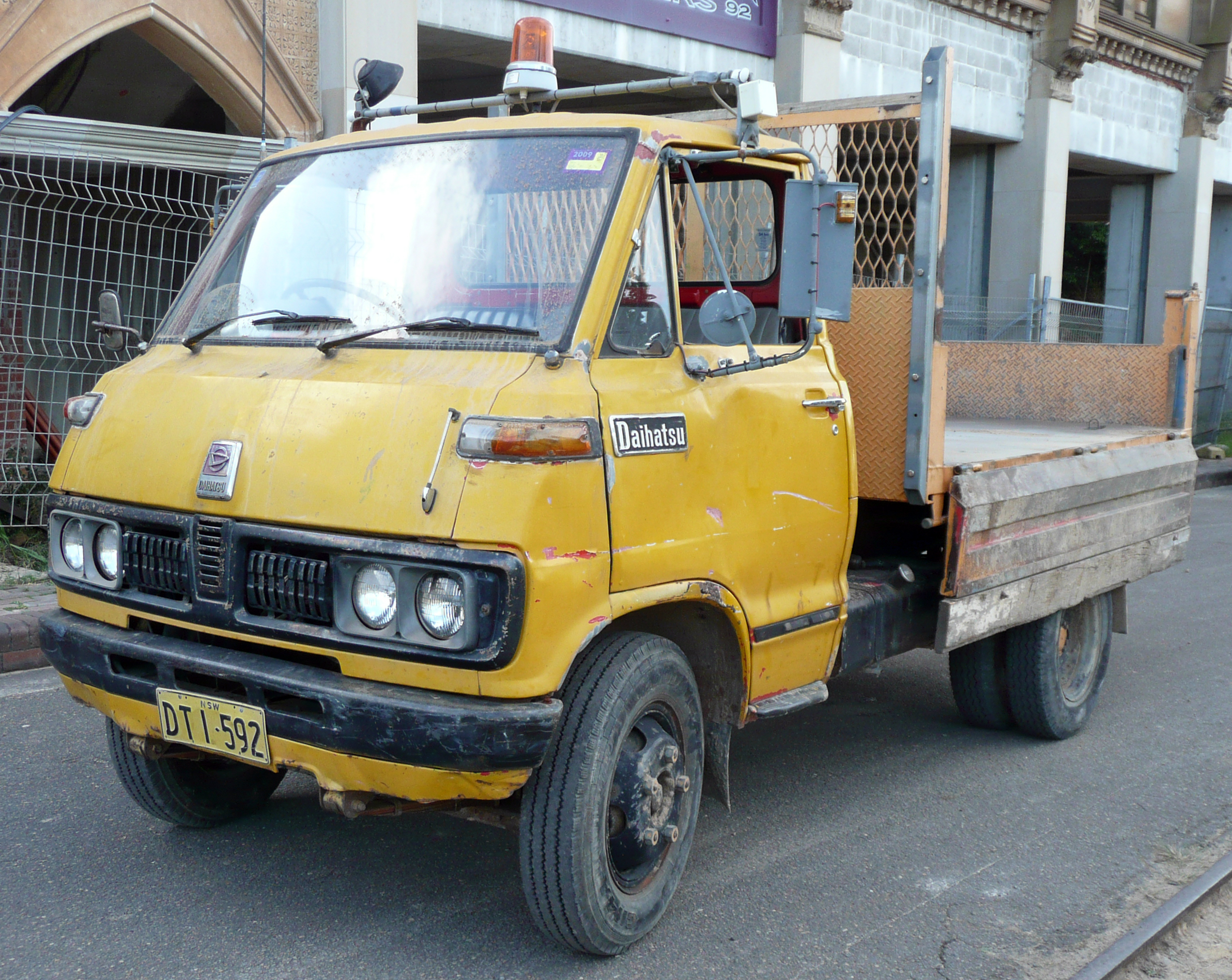
Daihatsu Delta, U10-Serie
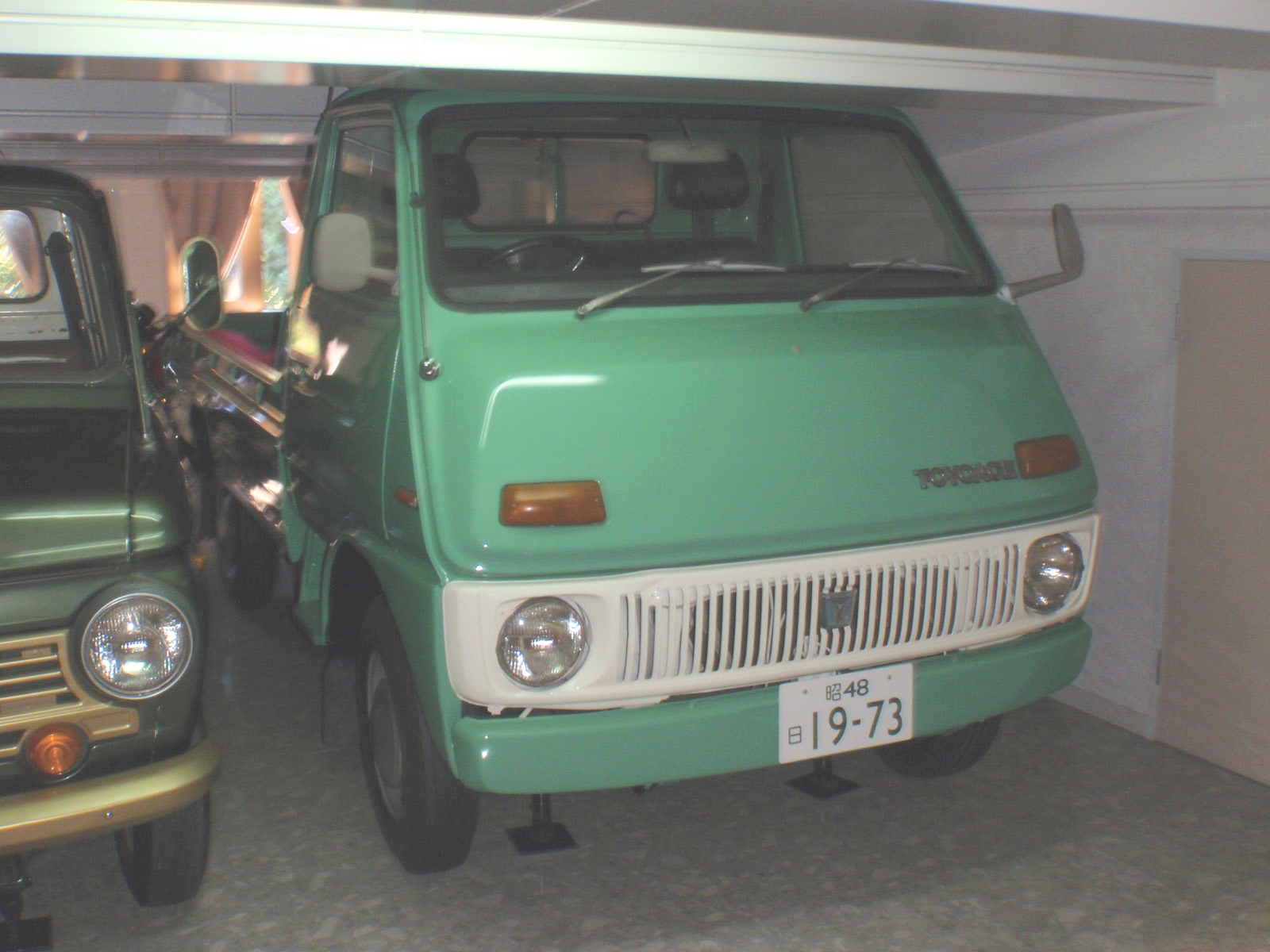
Toyoace/ Dyna Y10

## U20-U50-Serie / Daihatsu Delta 1977–1984

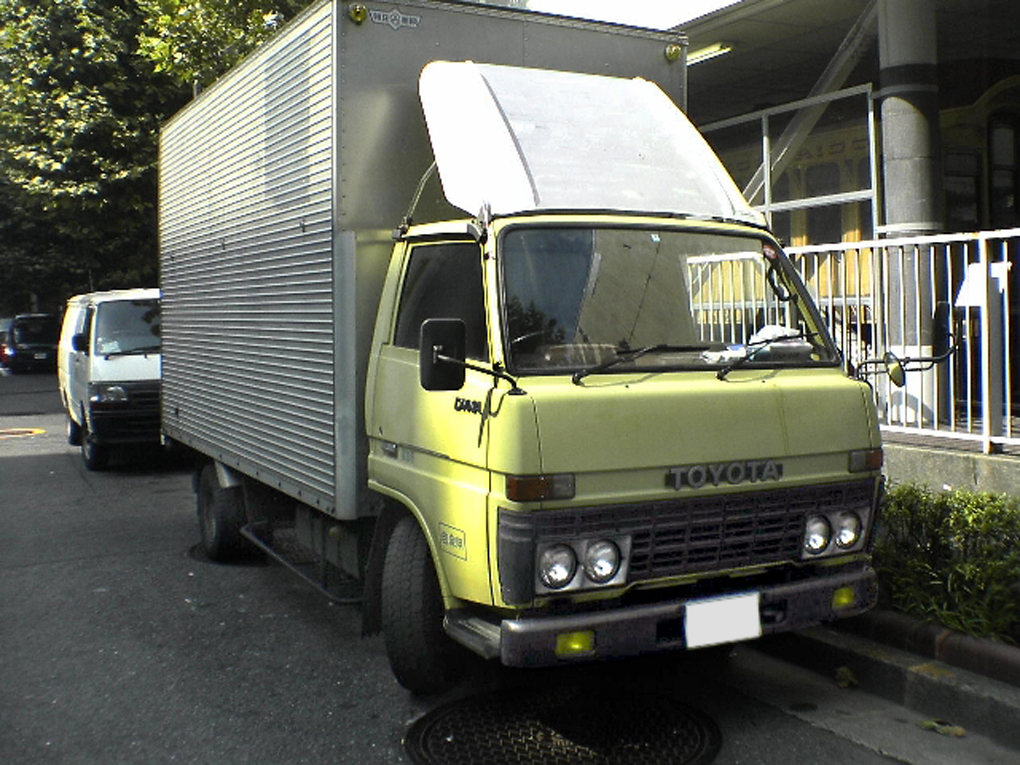
Dyna U20-50

Im August 1977 wurde das vollständig überarbeitete Modell der U20-Serie vorgestellt. Dieses Modell und der kleinere Y20 waren die ersten nach Europa exportierten Modelle. Außer dem Y-Ottomotor waren nun nur noch Sechszylinder-Dieselmotoren erhältlich.

### Toyota ToyoAce Y20-Y40 1979–1984
Die frühen ToyoAce hatten runde Hauptscheinwerfer und 3,4-l-Dieselmotoren mit vier Zylindern in Reihe, Direkteinspritzung mit 66 kW Leistung. Die späteren Modelle haben rechteckige Hauptscheinwerfer und einen Motor mit etwas größerem Hubraum und mehr Leistung (3,7 Liter und 72 kW).
1984 bis 2002 stellte Toyota in Indonesien auf Basis des Y20 den Dyna Rino her.

## U60-U90-Serie / Daihatsu Delta 1984–1994
Im September 1984 begann die Produktion der U60-90-Serie. Allradantrieb war ab jetzt auch in Europa erhältlich. Die Sechszylinderdiesel wurden eingestellt. Nachfolger waren nun Hino-Reihenvierzylinder-Diesel mit Direkteinspritzung. Der Y-Ottomotor wurde durch den Typ R ersetzt, den es auch in einer Autogasversion gab. Es war auch ein Automatikgetriebe mit vier Schaltstufen erhältlich.
1987 gab es ein leichtes Facelift an der Front und ein Antiblockiersystem wurde auf Wunsch erhältlich, das ab 1991 bei den stärkeren und schwereren Versionen in Europa serienmäßig eingebaut wurde.

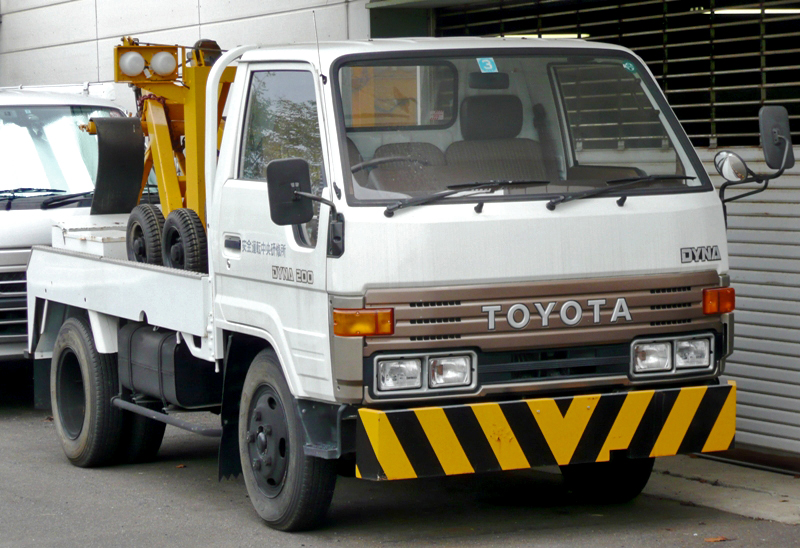
Dyna U60-U90
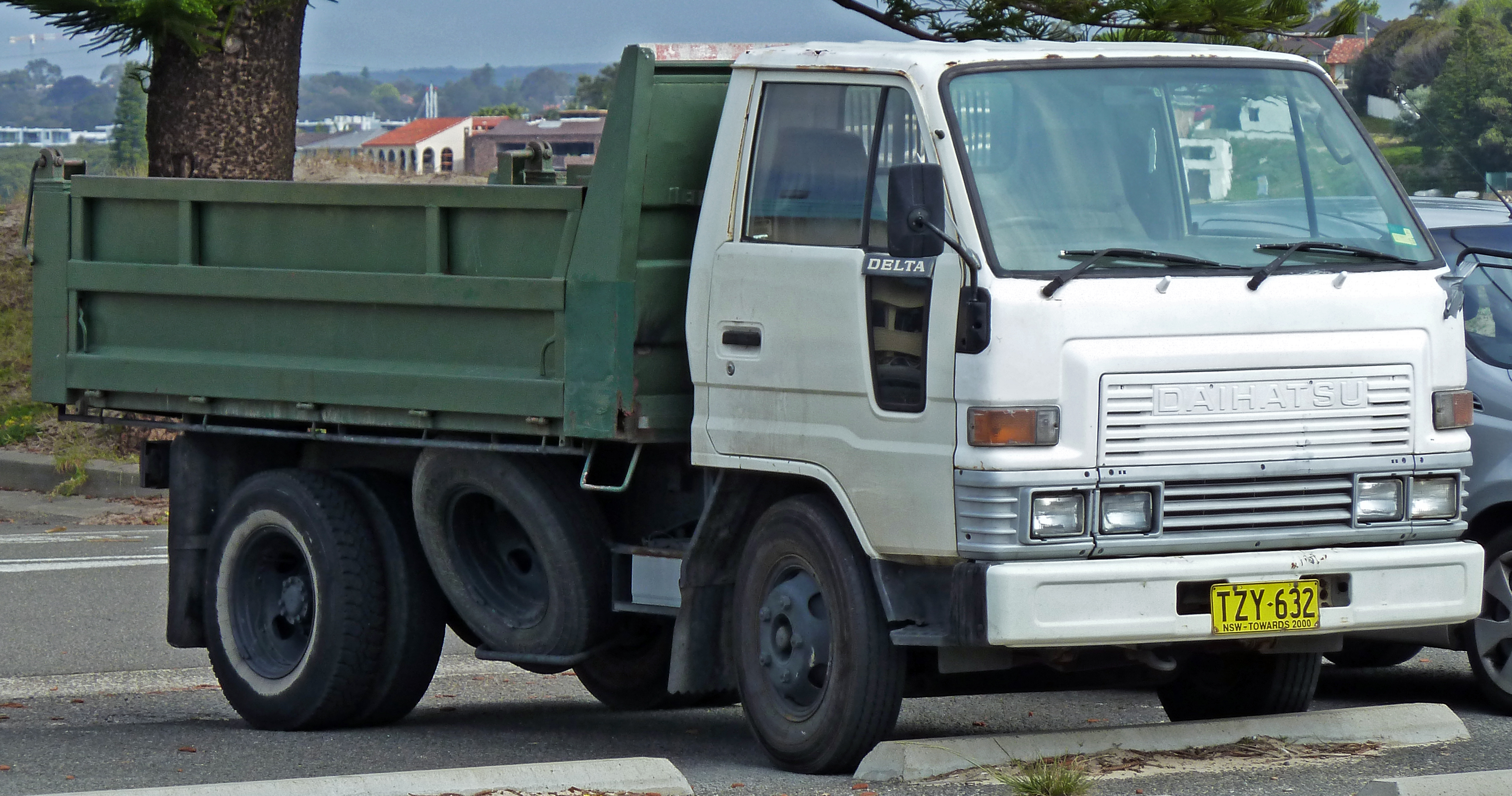
Daihatsu Delta U60-U90

### Toyota ToyoAce Y50-Y60-Serie 1985–1994
Der Toyoace Y50/Dyna 100 in Europa, wurde in Australien auch mit Doppelkabine und Ute-Aufbau (Ladepritsche) verkauft.

### Daihatsu Delta in Südamerika
Die Dyna U60-U90-Serie wird als Daihatsu Delta bis heute in Südamerika und in einigen asiatischen Ländern gebaut.

## U200/Daihatsu Delta 1995–1999
Im Mai 1995 erschien die U200-Serie mit überarbeiteten Motoren. Das ABS war nun bei allen Versionen serienmäßig, wahlweise war nun ein Fahrerairbag erhältlich.

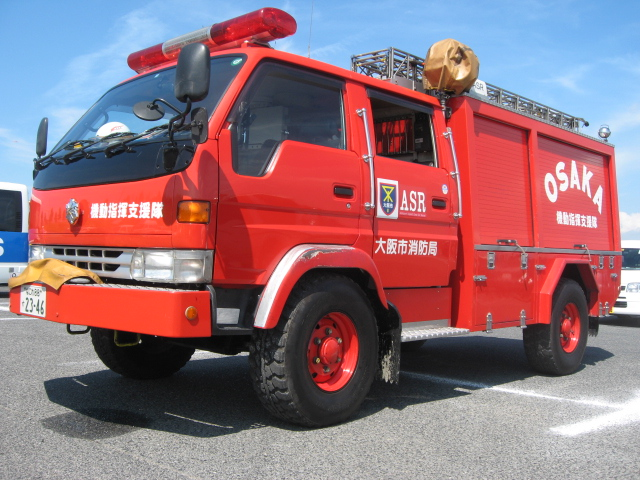
Dyna U200
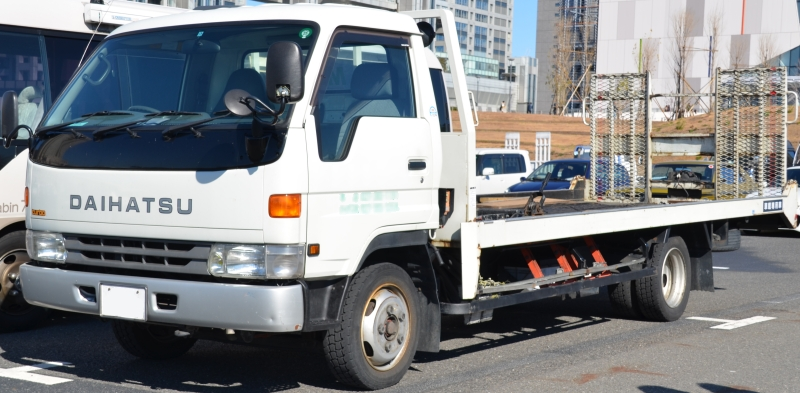
Daihatsu Delta U200
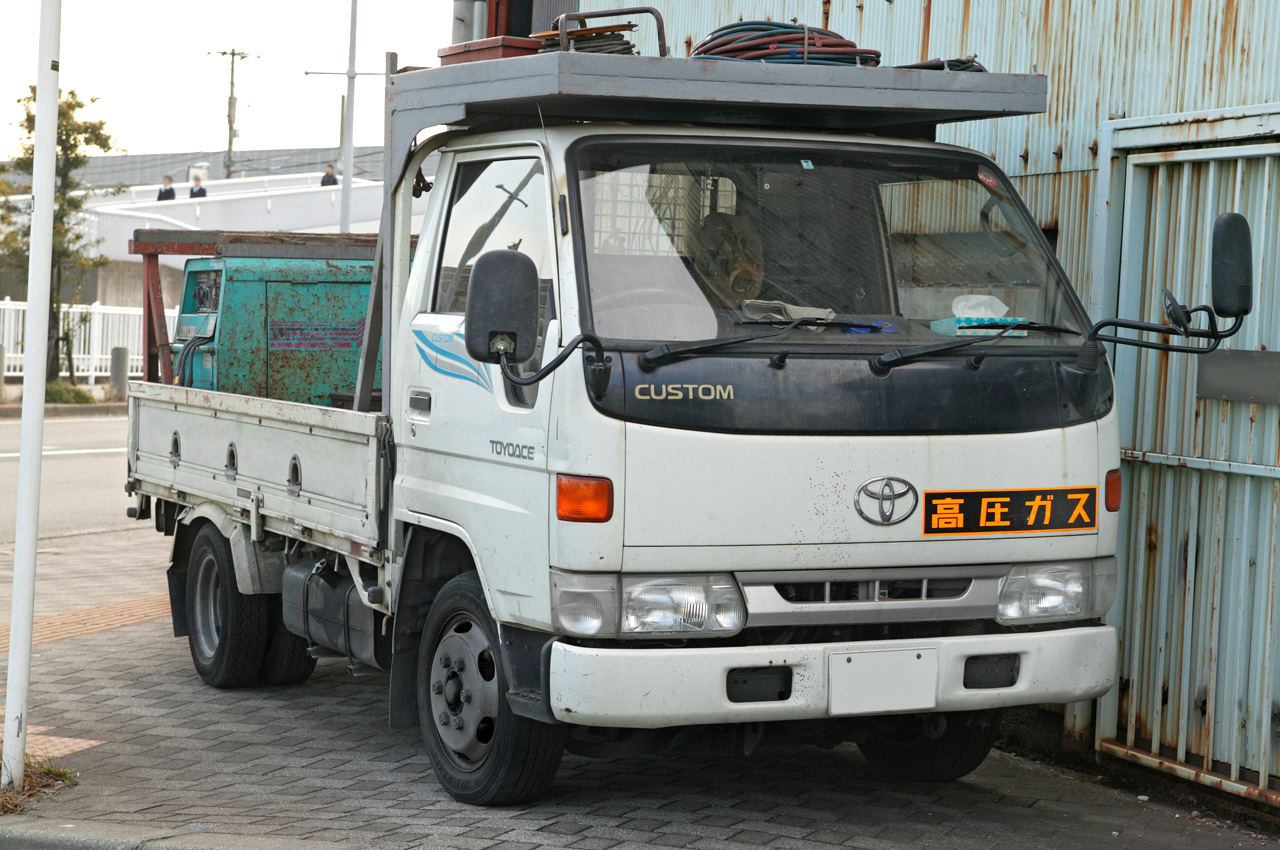
Toyoace/Dyna Y 100

### Toyota ToyoAce Y100 1995–1999
Der Toyoace Y100/Toyota FB wurde in Europa wieder als Dyna 100 angeboten und war dem zeitgenössischen Hino Ranger baugleich.

## U300-U400 1999–2011/Hino Dutro/Daihatsu Delta
Mit dieser Generation wurde der ähnlich gebaute Hino Dutro vorgestellt. Bis 2003 wurde der Dyna U300 auch noch als Daihatsu Delta gebaut. Serienmäßig waren nun Doppelairbags. Im Mai 1999 begann die Produktion. Motoren waren die S05C-, S05D- und J05C-Dieselmotoren von Hino. Erst 2000 folgte der 3Y-Ottomotor, wieder auf Wunsch für Flüssiggasbetrieb.
- Im Jahr 2002 folgte eine verbesserte Geräuschdämmung und es wurde eine Abgasrückführung eingeführt, um die verschärften Emissionsvorschriften einzuhalten. Es gab nun auch eine Erdgasversion des Ottomotors.

- 2003 wurde der N04C-Dieselmotor mit Common-Rail- und Harnstoffeinspritzung zur Reduktion der Stickoxide vorgestellt. Ab September 2003 auch wurde sie auch mit Hybridantrieb und serienmäßigem Vierstufen-Automatikgetriebe von Aisin Seiki angeboten.

### Toyota ToyoAce Y200 1999–2011
In Europa abermals als Dyna 100

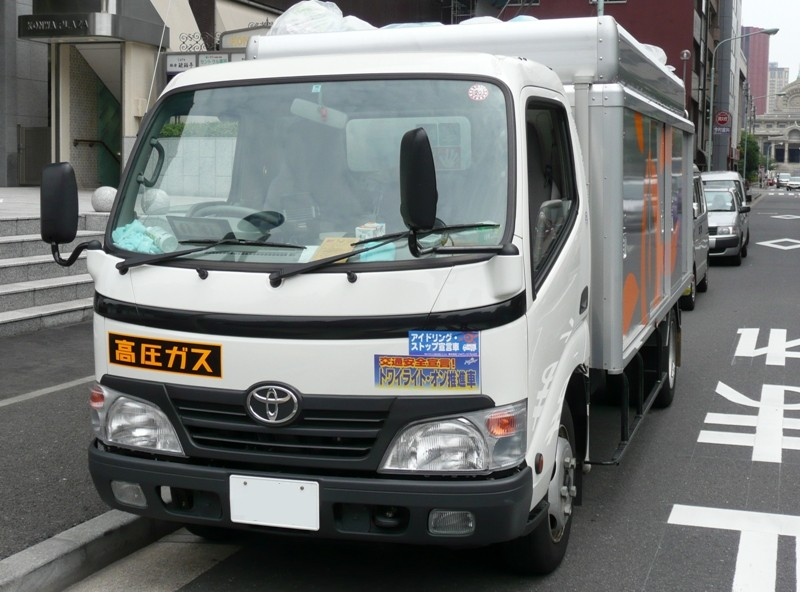
Dyna U300
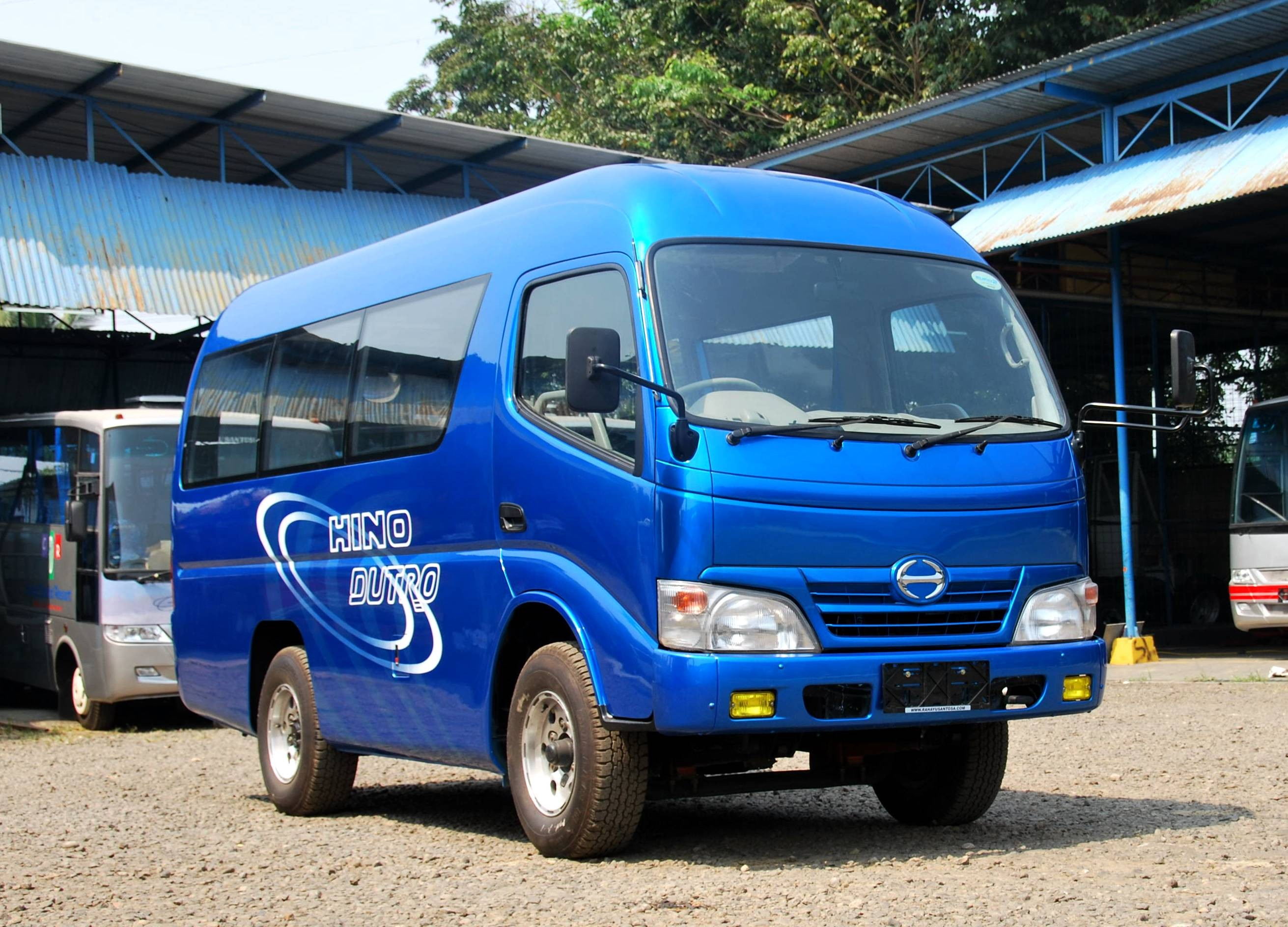
Hino Dutro Van
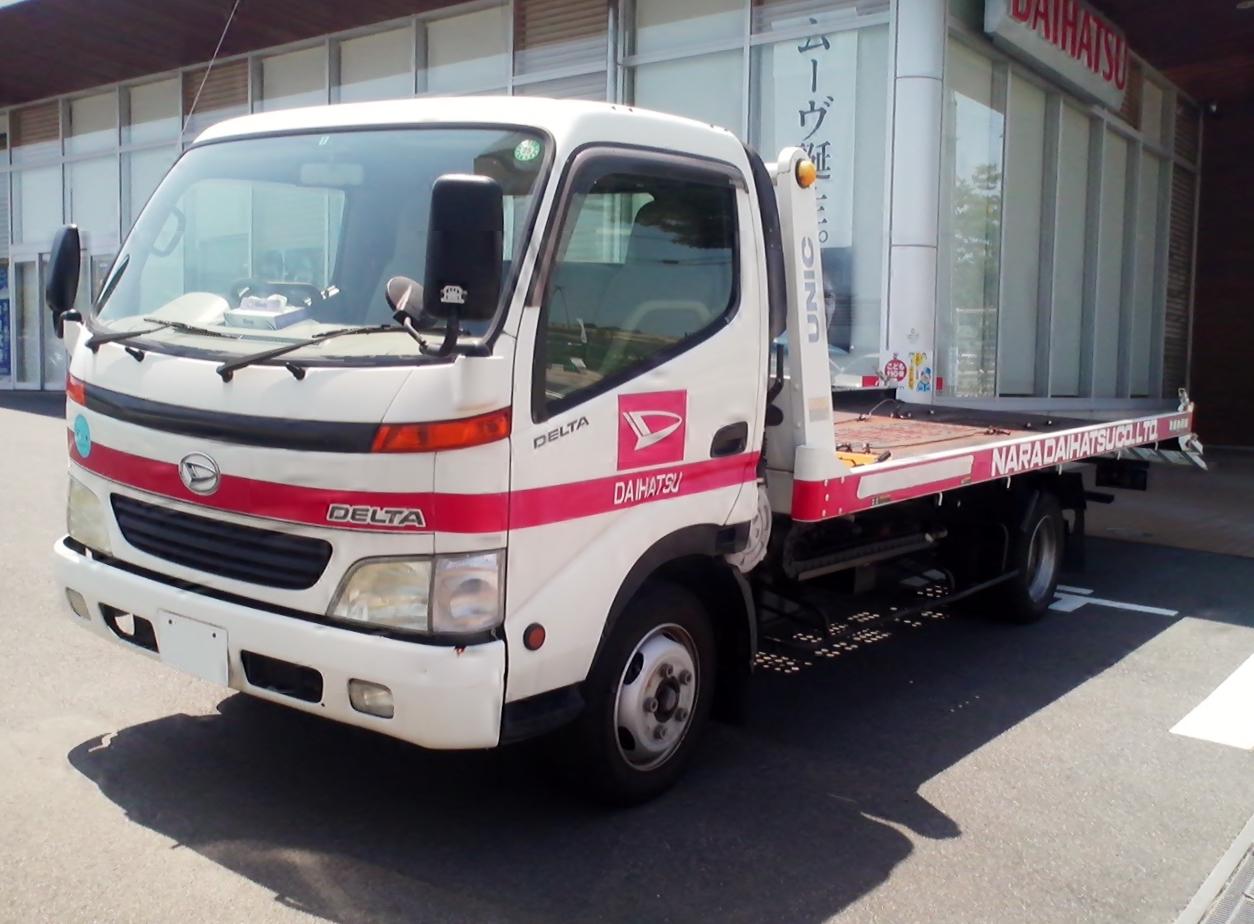
Daihatsu Delta

## U600/U700 seit 2011
Seit Juni 2011 ist der neu gestaltete Dyna U600/U700 in Japan auf dem Markt, baugleich wieder als Hino Dutro. Es gibt ihn nur noch mit Dieselmotoren, die nun alle Common-Rail-Einspritzung haben und dazu serienmäßig ein Sechsgangschaltgetriebe. Wahlweise ist auch ein Sechsstufen-Automatikgetriebe erhältlich. Es gibt den Dyna auch wieder mit Hybridantrieb und dem Motor des Typs N04C-Typ UL mit 110 kW maximaler Leistung und einem maximalen Drehmoment von 420 Nm, zusammen mit einem Fünfstufen-Automatikgetriebe von Aisin. Der Motor arbeitet mit sehr spät schließenden Einlassventilen (Atkinson-Zyklus).

### Toyota ToyoAce C600 seit 2011
Der ToyoAce wird nun als C600 bezeichnet.

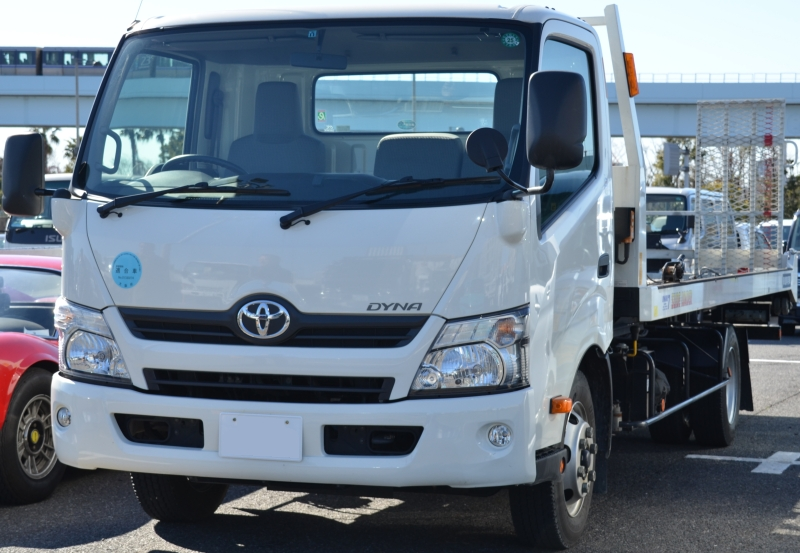
Toyota Dyna U700
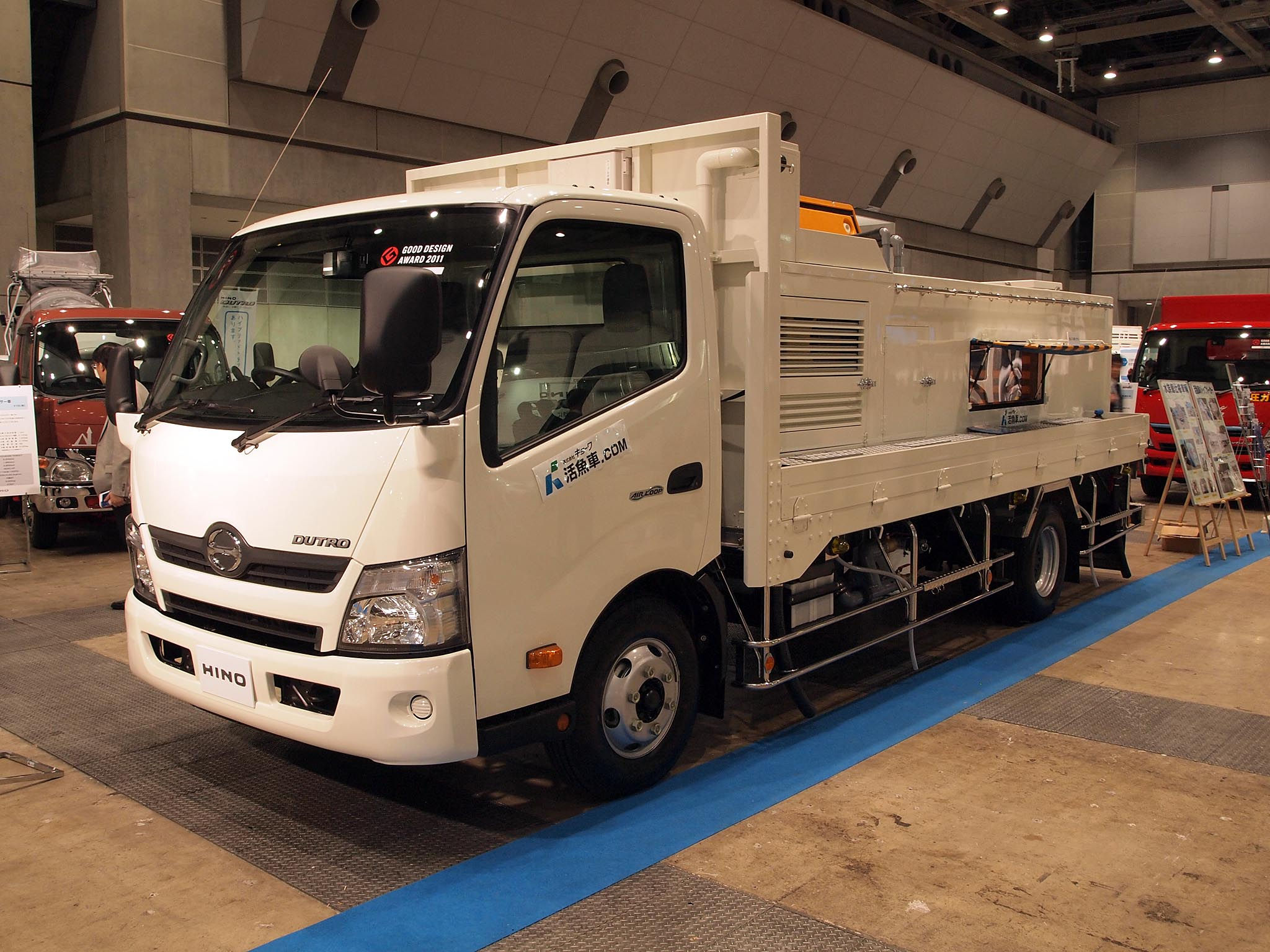
Hino Dutro
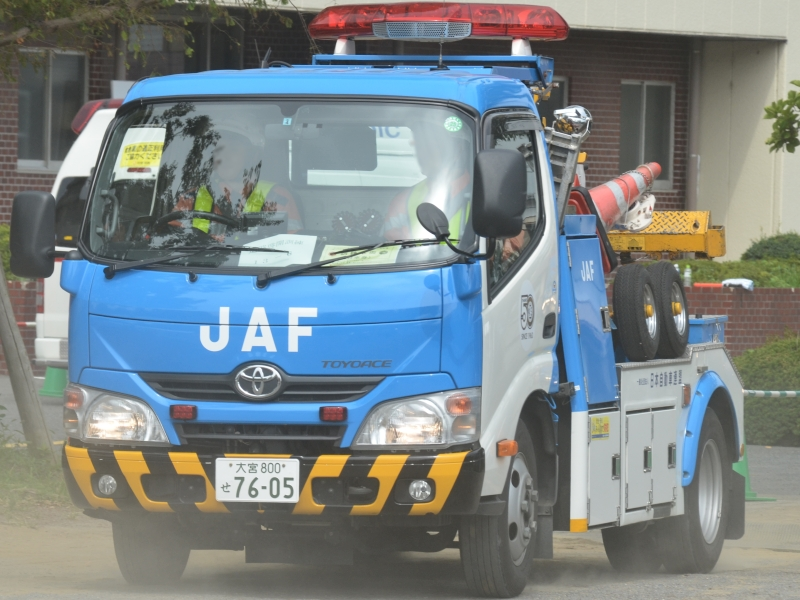
Toyota ToyoAce